# Gerhard von Seeon
Gerhard von Seeon war Benediktiner und der zweite Abt des 994 von Pfalzgraf Aribo gegründeten Klosters Seeon.
Er ist bekannt, weil er am 6. Mai 1012 zum Geburtstag des späteren Kaisers Heinrich II. und der am gleichen Tag stattfindenden Weihe des ersten Bamberger Doms durch Johannes von Aquileja ein Preisgedicht über Bamberg, das „neues Rom“ und „Haupt der Welt“, verfasste („Carmen Bambergense“).
Er hat außerdem um 1004/1010 die erste Öffnung des Grabes der Irmgard von Chiemsee veranlasst und deren Kopfreliquie ins Kloster Seeon bringen lassen. Eventuell handelt es sich dabei schon um eine von Kaiser Heinrich unterstützte Erhebung der Gebeine.